# Revacăuți, Cozmeni
Revacăuți (în ucraineană Реваківці, transliterat Revakivți și în germană Rewakoutz) este un sat în raionul Cozmeni din regiunea Cernăuți (Ucraina), depinzând administrativ de comuna Berhomet. Are 812 locuitori, preponderent  ucraineni (ruteni).
Satul este situat la o altitudine de 185 metri, pe malul râului Prut, în partea de centru a raionului Cozmeni.

## Istorie

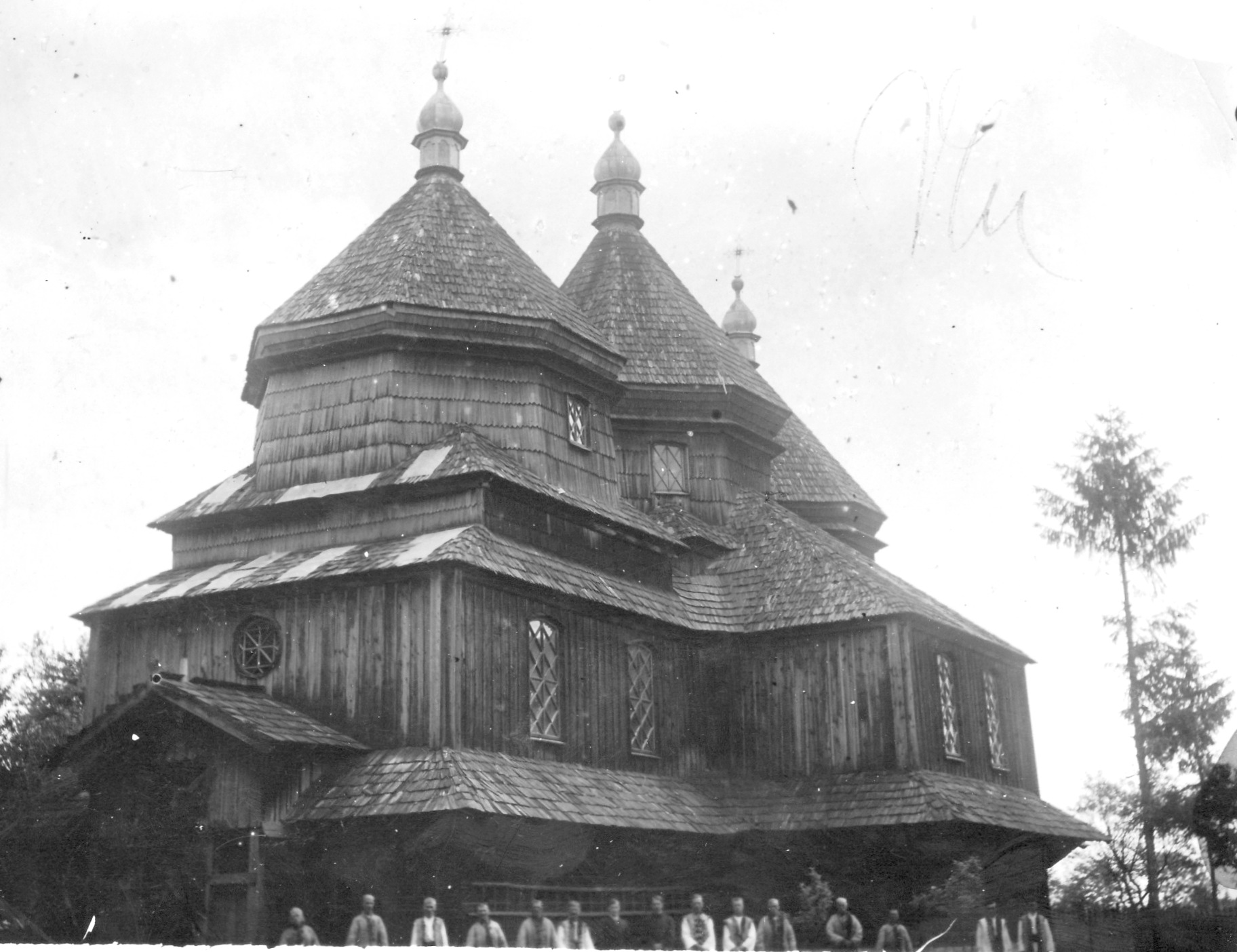
Biserica de lemn în perioada interbelică

Localitatea Revacăuți a făcut parte încă de la înființare din regiunea istorică Bucovina a Principatului Moldovei. În ianuarie 1775, ca urmare a atitudinii de neutralitate pe care a avut-o în timpul conflictului militar dintre Turcia și Rusia (1768-1774), Imperiul Habsburgic (Austria de astăzi) a primit o parte din teritoriul Moldovei, teritoriu cunoscut sub denumirea de Bucovina. După anexarea Bucovinei de către Imperiul Habsburgic în anul 1775, localitatea Revacăuți a făcut parte din Ducatul Bucovinei, guvernat de către austrieci, făcând parte din districtul Cozmeni (în germană Kotzmann). 
După Unirea Bucovinei cu România la 28 noiembrie 1918, satul Revacăuți a făcut parte din componența României, în Plasa Șipenițului a județului Cernăuți. Pe atunci, majoritatea populației era formată din ucraineni, existând și o comunitate de români.
Ca urmare a Pactului Ribbentrop-Molotov (1939), Bucovina de Nord a fost anexată de către URSS la 28 iunie 1940, reintrând în componența României în perioada 1941-1944. Apoi, Bucovina de Nord a fost reocupată de către URSS în anul 1944 și integrată în componența RSS Ucrainene. 
Începând din anul 1991, satul Revacăuți face parte din raionul Cozmeni al regiunii Cernăuți din cadrul Ucrainei independente. Conform recensământului din 1989, numărul locuitorilor care s-au declarat români plus moldoveni era de 1 (0+1), reprezentând 0,13% din populație . În prezent, satul are 812 locuitori, preponderent ucraineni.

## Demografie
Componența lingvistică a localității Revacăuți
     Ucraineană (98,89%)
     Alte limbi (1,11%)
Conform recensământului din 2001, majoritatea populației localității Revacăuți era vorbitoare de ucraineană (98,89%), existând în minoritate și vorbitori de alte limbi.
1989: 742 (recensământ)
2007: 812 (estimare)

### Recensământul din 1930
Componența etnică a comunei Revacăuți (județul Cernăuți)
     Ruteni (91,15%)
     Evrei (5,03%)
     Polonezi (2,31%)
     Altă etnie (1,51%)
Componența confesională a comunei Revacăuți
     Ortodocși (91,97%)
     Romano-catolici (2,72%)
     Mozaici (5,03%)
     Greco-catolici (0,28%)
Conform recensământului efectuat în 1930, populația comunei Revacăuți se ridica la 735 locuitori. Majoritatea locuitorilor erau ruteni (91,15%), cu o minoritate de evrei (5,03%) și una de polonezi (2,31%). Alte persoane s-au declarat: români (7 persoane), germani (2 persoane) și ruși (2 persoane). Din punct de vedere confesional, majoritatea locuitorilor erau ortodocși (91,97%), dar existau și mozaici (5,03%), romano-catolici (2,72%) și greco-catolici (0,28%).